# Куліш Яків Савелійович
Я́ків Саве́лійович Кулі́ш (нар. 7 грудня 1904, Кишинів — пом. 22 січня 1999, Москва, Росія) — радянський кінооператор, режисер.

## Біографія
Народився в родині службовця. Працював помічником кіномеханіка, монтажером прокатних баз Всеукраїнського фотокіноуправління. Навчався на операторському факультеті Одеського кінотехнікуму.
В 1928—1941 рр. працював на Одеській кіностудії, де зняв фільми:
- «Гонорея» (1927),
- «Дівчина з палуби» (1928, у співавт.),
- «Хлопчик із табору» (1929),
- «Крокувати заважають» (1930),
- «Приймак», «Фронт» (1931),
- «Зореносці» (1932),
- «Будьониші» (1935),
- «Застава коло Чортового броду», «Пригоди Петрушки» (1936),
- «Стара фортеця» (1939),
- «Сімнадцятилітні» (1939),
- «Дочка моряка», «Морський яструб» (1941, у співавт.).

Після 1945 р. працював на Московській студії науково-популярних фільмів.
Син: Куліш Сава Якович (1936—2001) — радянський і російський кінорежисер, сценарист, оператор. Народний артист Російської Федерації (1995).